# クイーンズブレイド (漫画)
- クイーンズブレイド > クイーンズブレイド (漫画)
- クイーンズブレイド リベリオン > クイーンズブレイド (漫画)
- クイーンズブレイド (アニメ) > クイーンズブレイド (漫画)

『クイーンズブレイド』は、ホビージャパンより刊行されている対戦型ゲームブック『クイーンズブレイド』を原作とした漫画化作品。
複数の出版社でそれぞれ異なる掲載媒体・執筆者により並行して連載が行われているが、ホビージャパンが直接、刊行している漫画作品はコミックアンソロジーのみとなっている。
メインの登場キャラクターについてはクイーンズブレイド#キャラクターを参照。
ただし、ゲームブック版を含めたそれぞれの作品間では、設定・ストーリー展開・細かいエピソードなどがかなり異なっているため、それらについては以下に補足する。

## クイーンズブレイド -Hide&Seek-
『月刊コンプエース』（角川書店）2007年12月号より連載、単行本全5巻。作画は南崎いく。『キャラの!』（ホビージャパン）連載の小説化作品「激闘! クイーンズブレイド」（沖田栄次・著）と同様、近衛隊長・エリナが姉である流浪の剣士・レイナを探す旅の顛末を中心に描いている。
主要キャラクターはエリナ、ユーミル、下記のオリジナルキャラクターであるフロレルの3人。

### Hide&Seekでのエピソード
エリナ
Hide&Seekでは主役。名家ヴァンスに生れたものとしてそれ相応の勉強などもしっかりしており、特に歴史学に教養深い所もあるが、レイナのように民衆を貴族が支配している事に疑問を持ってはいない。
レイナに対しての思いは強固ながらその反面、依存の形になりやすい危険性をエキドナから示唆されている。
エキドナ
レイナ・エリナの母マリアからレイナの後見人を頼まれたことが示唆されている。
またレイナ捕縛の件で好意を寄せるエリナに対して日陰から尽力を惜しまないクローデットに対し無理をしていると忠告する。
エピローグでは女王（アルドラ）暗殺を企てたイルマを救出した事でお尋ね者となっておりイルマと一緒に逃走生活を続けている。
ユーミル
本作ではメインキャラクターの1人。巨大蛇に襲われ荷物を散乱させてしまった時にエリナと出会い以降彼女と腐れ縁のような関係になっていく。本選ではクローデットと戦いバトルアックスを壊されたことにより敗北、その後、クローデットから「（自分が女王になったら）自分の部下になれ。」といわれており、リベリオンでの展開を予感させる会話を見せている。最終話のエピローグでは公約どおりクローデットの部下になっている。
ノワ＆アレイン
エピローグでノワはアレインから自立することを決意しアレインに手紙を送っておりアレインはそんな彼女を快く送っている。
メローナ
エピローグにおいて気まぐれでカトレア母子に父親の行方を教えている。

### Hide&Seekの登場キャラクター
フロレル
見習騎士。クローデットがエリナの身を案じてつけた従者。最終話で実は女であったことが発覚。エピローグでは女性らしく成長した姿で、牙の暗殺者に所属している。作者はフロレルを女性にした理由について、「小説版の登場人物であるフィオが女装した少年なので、その逆にしようと連載前から決めていた」と後書きで語っていた。女だと発覚するエピソードも作る予定ではあったが、没になった模様。

## クイーンズブレイド REBELLION〜青嵐の姫騎士〜
『月刊コンプエース』2011年12月号～2013年1月号連載、単行本全2巻。作画は引き続き南崎いく。「クイーンズブレイド リベリオン」のコミカライズで、内容的には上記「Hide&Seek」の続編にあたり、主人公こそアンネロッテであるがエリナの視点も多い。また、名前は呼ばれていないが、前作登場のフロレルも登場している。

## クイーンズブレイド ストラグル
『電撃黒「マ）王』（アスキー・メディアワークス）Vol.2（2007年12月19日発売）より連載。同誌がVol.12（2010年6月19日発売）を以て親雑誌『電撃「マ）王』（現：『電撃マオウ』）へ統合されたため、同誌に移行し2010年10月号（2010年8月27日発売）より隔月連載で再開。『電撃マオウ』2012年3月号（2012年1月発売）で連載が完結した。単行本は全4巻。
作画はAstroguyII。1話完結型のストーリーで回によってメインとなるキャラクターが変わる。また、他の2作品がアニメでの設定を踏襲しているのに対し本作は原作の設定を踏襲している。そのためメナスは本作では単独行動をしている。

### ストラグルでのエピソード
レイナ
本作での彼女の剣は当初母親の形見を使用していたが途中で折れてしまい、その直後に偶然通りかかったユーミルにつれられた鋼鉄山で偶然見つけた剣を以降は使用する。この剣はドワーフ族の王（ユーミルの父親）がレイナの母のマリアの依頼を受け打った物で、マリアの剣も鋼鉄山製である事が明らかになった。なお、折れた剣はアルドラとの決戦の際、ユーミルにより強化されノワを通じて渡されている。
ニクス
本作ではフニクラとの出会いが描かれている。
イルマ
本作では本戦中アルドラを暗殺しようとするが失敗し石にされてしまう。
エキドナ
本作ではイルマとの師弟関係が強く押し出されており、アレイン（実際はノワ）暗殺のために暗躍していた彼女をやさしく諭したり、石にされたイルマを砕こうとしたアルドラの攻撃からイルマを守ったりしているが、それが原因で片腕が石化してしまう。また、女王がアルドラに移行してからの牙の暗殺団に嫌悪感を表すなどアルドラに対する敵対心が強い。その一方で犬猿の仲であるアレインになれなれしく接し一方のアレインも嫌がる素振りを見せるが、そこまでエキドナに嫌悪感を抱いていない。また、ノワからアレインと同じぐらいになつかれている。
イルマ石化の一件後、レイナに押し切られる形でイルマ救出を彼女に託す意味をかねて彼女に戦いを教えることになった。
決勝戦の最中、完全に石になるもアルドラが倒れたことによりイルマ同様元に戻る。
アレイン
前述通りエキドナとの仲はそれほど悪くなく、イルマを守ってピンチに落ちたエキドナをノワとともに救出している。しかしこれにより現在大会参加の権利を事実上剥奪された状態にある。その後、ノワを打ち負かしたレイナに興味を持ちエキドナに彼女を鍛えるよう進言した。
ノワ
アレインの項目どおり、イルマとエキドナの救出を手伝ったため彼女も大会参加の権利を剥奪された状態にある。
アルドラ
準決勝の最中にアイリにかけられた魔女の薬で悪魔の血が暴走してしまい会場を破壊しまくるが、仲間たちのサポートを受けたレイナによって倒される。そして倒される直前、彼女の妹が続編のある登場人物であることを仄めかす様な発言をしている。

## クイーンズブレイド 流浪の戦士
『月刊コミックアライブ』（メディアファクトリー）2008年9月号に予告編掲載の後、10月号より連載されていた。作画は吉川かば夫。アニメ版の設定をベースにしているがリスティが負傷によりクイーンズブレイド本選に参加しないなど一部設定が異なる。
メインキャラクターはレイナ、リスティ、トモエ、シズカの4人。

### 流浪の戦士でのエピソード
リスティ
本作では中盤クローデット（実際はクローデットに変身したメローナ）との戦いで重傷を負ってしまい、クイーンズブレイド本選には参加しない。
イルマ
本作では比較的アルドラへの忠誠が強く、エピローグでも記憶喪失になったアルドラを殺さず見逃している。
アルドラ
デルモア消滅後、急成長し20代ほどの外見に変化した。また、そのショックで記憶喪失状態になっている。

## クイーンズブレイド リベリオン：ZERO
『コミック・ダンガン』2011年12月2日～2013年4月2日まで連載、単行本全3巻。作画はさがら梨々。
「クイーンズブレイド リベリオン」の美闘士達一人ひとりのキャラクターをクローズアップした内容。

## ナナシの転生クイーンズブレイド
『ファイアCROSS』2024年4月15日～12月16日まで連載、縦読みカラーマンガ、全20話。原作は緋月アキラ、作画は橘みんみ（プラス81）。
アニメ「クイーンズブレイド伝説」のファンである多々野菜々子（ただのななし）は、ある日過労死してしまい、「クイーンズブレイド伝説」とそっくりの世界に転生する。

## アンソロジー
ホビージャパン刊。
1. 2007年4月25日発売 ISBN 9784894255432
2. 2007年7月25日発売 ISBN 9784894255784
3. 2007年11月24日発売 ISBN 9784894256248
4. 2008年2月25日発売 ISBN 9784894256699